# Нива-Космос
«Ни́ва-Ко́смос» — український футбольний клуб з міста Миронівка Київської області.

## Хронологія назв
- ???—1993: «Нива» (Миронівка)
- 1993: «Нива-Борисфен» (Миронівка)
- 1993: «Нива» (Карапиші)
- 1994—1995: «Нива» (Миронівка)
- 1996: «Нива-Космос» (Миронівка)

## Історія
У чемпіонаті 1992/93 «Нива» стартувала у перехідній лізі. Навесні 1993 року «Нива» (Миронівка) і «Борисфен» (Бориспіль) об'єднуються в команду «Нива-Борисфен». По закінченню сезону 1992/93 «Нива-Борисфен» залишилася у перехідній лізі, а її місце у другій лізі зайняв «Борисфен».
У першому колі чемпіонату 1993/94 виступала команда з назвою «Нива» та представляла село Карапиші Миронівського району, а у другому колі переїхала до Миронівки.
У сезоні 1994/95 «Нива» посіла 2 місце у третій лізі і здобула путівку до другої ліги.
У середині сезону 1995/96 клуб змінив назву на «Нива-Космос» і зайняв підсумкове 6 місце у групі А другої ліги. У кубку України 1995/96 команда здолала послідовно друголігове «Динамо-3» (2:1 на виїзді), «Темп-Адвіс» (технічна перемога) та аматорський «Колос» із Карапишів (6:0 на виїзді). На стадії 1/16 фіналу миронівці дали бій вищоліговим львівським «Карпатам» (3:4 вдома), ведучи по ходу матчу 3:0 і не реалізувавши пенальті за рахунку 3:3. За підсумками сезону два гравці «Ниви», Олександр Перенчук і Олександр Ігнатьєв, разом з нападником дніпропетровського «Дніпра» Олександром Паляницею стали найкращими бомбардирами турніру (у кожного — по чотири голи у трьох матчах).
Перед початком сезону 1996/97 «Нива-Космос» знялася зі змагань і припинила існування.

## Всі сезони в незалежній Україні
| Сезон   | Чемпіонат          | Чемпіонат | Чемпіонат | Чемпіонат | Чемпіонат | Чемпіонат | Чемпіонат | Чемпіонат | Чемпіонат | Кубок       | Кубок | Кубок | Кубок | Кубок | Кубок | Кубок | Кубок | Примітка                                                         |
| Сезон   | Ліга               | Місце     | І         | В         | Н         | П         | ЗМ        | ПМ        | О         | Етап        | І     | В     | Н     | П     | ЗМ    | ПМ    | О     | Примітка                                                         |
| ------- | ------------------ | --------- | --------- | --------- | --------- | --------- | --------- | --------- | --------- | ----------- | ----- | ----- | ----- | ----- | ----- | ----- | ----- | ---------------------------------------------------------------- |
| 1992/93 | Перехідна (D4)     | 4 з 18    | 34        | 19        | 7         | 8         | 45        | 28        | 45        | —           | —     | —     | —     | —     | —     | —     | —     | 1 коло — «Нива» (Миронівка) 2 коло — «Нива-Борисфен» (Миронівка) |
| 1993/94 | Перехідна (D4)     | 7 з 18    | 34        | 13        | 10        | 11        | 34        | 26        | 36        | 1/32 фіналу | 2     | 1     | 0     | 1     | 3     | 4     | 3     | 1 коло — «Нива» (Карапиші) 2 коло — «Нива» (Миронівка)           |
| 1994/95 | Третя (D4)         | 2 з 22    | 42        | 30        | 8         | 4         | 65        | 17        | 98        | 1/64 фіналу | 2     | 1     | 0     | 1     | 3     | 2     | 3     | «Нива» (Миронівка)                                               |
| 1995/96 | Друга (D3) Група А | 6 з 22    | 40        | 21        | 10        | 9         | 59        | 36        | 73        | 1/16 фіналу | 4     | 3     | 0     | 1     | 11    | 5     | 9     | 1 коло — «Нива» (Миронівка) 2 коло — «Нива-Космос» (Миронівка)   |
| Всього  | Друга (D3)         | 1 сезон   | 40        | 21        | 10        | 9         | 59        | 36        | 73        | >3 сезони   | 8     | 5     | 0     | 3     | 17    | 11    | 15    |                                                                  |
| Всього  | Третя (D4)         | 3 сезон   | 110       | 62        | 25        | 23        | 144       | 71        | 211       |             |       |       |       |       |       |       |       |                                                                  |

## Рекорди
- Найбільша перемога — Друга ліга (D3): 7:0 (ФК «Каховка» (Каховка), 25 вересня 1995 року, Карапиші).
- Найбільша поразка — Друга ліга (D3): 0:4 («Газовик» (Комарно), 8 серпня 1995 року, Комарно);
 1:5 («Хутровик» (Тисмениця), 20 квітня 1996 року, Тисмениця).

- Найбільша перемога — Третя ліга (D4): 5:0 («Авангард» (Жидачів), 27 квітня 1995 року, Карапиші).
- Найбільша поразка — Третя ліга (D4): 0:3 («Фрунзенець» (Фрунзе), 3 листопада 1992 року, Фрунзе).

- Найбільша перемога — Кубок України: 6:0 («Колос» (Карапиші), 19 листопада 1995 року, Карапиші).
- Найбільша поразка — Кубок України: 0:3 («Борисфен» (Бориспіль), 7 серпня 1993 року, Бориспіль).

## Досягнення
- Друга ліга чемпіонату України
  - 6-те місце (1): 1995/96
- Третя ліга чемпіонату України
  - 2-те місце (1): 1994/95

## Відомі гравці
- Юрій Бакалов
- Олександр Баранов
- Андрій Гузенко
- Олександр Іванов
- Сергій М. Ковальов
- Сергій В. Ковальов
- Андрій Конюшенко
- Сергій Конюшенко
- Вячеслав Нівінський
- Ігор Панкратьєв